# Alexi Murdoch

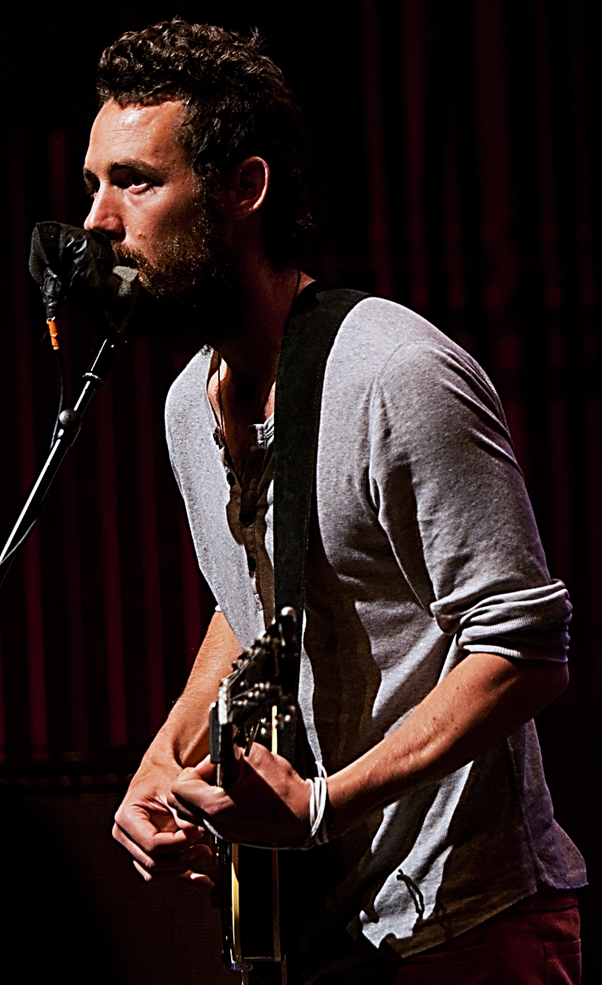
Alexi Murdoch beim PopTech 2012 in Reykjavík

Alexi Murdoch (* 27. Dezember 1973 in London) ist ein schottischer Singer-Songwriter.

## Leben
Murdochs Vater ist Grieche, seine Mutter, die Sängerin Louise Cordet, hat väterlicherseits französische und mütterlicherseits griechische Wurzeln. Seine Jugend verbrachte er in Griechenland, bevor er mit seiner Familie nach Schottland zurückging.

## Wirken
Seine Musik ist eine Mischung aus Alternative Rock, Akustik und Indie-Folk.  Er zog in die USA, um dort an der Duke University Philosophie zu studieren.
Seine im Jahr 2002 selbstveröffentlichte EP Four Songs wurde die bestverkaufte Platte beim Online-Musikdienst „CD Baby“. Am 6. Juni 2006 erschien sein erstes Album Time Without Consequence.
Einer seiner bekanntesten Songs ist Orange Sky. Dieser wurde in vielen Filmen und Serien verwendet, darunter O.C., California, Dr. House, Prison Break, Ugly Betty, Im Feuer, Garden State, und in einem Trailer für Paradise Now. Auch die Lieder Breathe (Stargate Universe, Continuum), All My Days (O.C., California, Scrubs – Die Anfänger, Without a Trace, Real Steel und ebenfalls in Stargate Universe), Home (Prison Break), dessen Text auf dem berühmten Kinderlied Row, Row, Row Your Boat basiert, und Wait (Defying Gravity) wurden in Serien eingesetzt.
Während der Credits von Gone Baby Gone und in einer Folge der Serie Teen Wolf, läuft  Murdochs Song Through the Dark. Zum Soundtrack des Films Away We Go von Sam Mendes steuerte er neben bisher unveröffentlichten Titeln auch Lieder seines Albums Time Without Consequence bei.
Das dritte Album  Towards the Sun hatte Murdoch bereits 2009 in einer einzigen Nacht in Vancouver aufgenommen und danach in limitierter Auflage auf seiner Website und auf Konzerten verkauft. Erst 2011 wurde das Album offiziell veröffentlicht.

## Diskografie
- 2002: Four Songs (EP, Mindblue Music)
- 2006: Time Without Consequence (Zero Summer Records)
- 2009: Away We Go (Original Film-Soundtrack, Zero Summer)
- 2011: Towards the Sun (Zero Summer (US); City Slang (EU))